# Munkholmens naturreservat
Munkholmens naturreservat är ett naturreservat i Sigtuna kommun i Stockholms län.
Området är naturskyddat sedan 1965 och är 4 hektar stort. Reservatet ligger på nordvästra sidan av Munkholmen vid Sigtunafjärden. Reservatet består av ädellövskog, en liten alsumpskog och i norr blandlövskog.